# نهر فرفر
نهر فرفر هو مجرى مائي في سوريا. فاربار (أو فارفار) هو نهر توراتي في سوريا. وهو الأقل أهمية من نهري دمشق المذكورين في سفر الملوك الثاني (ملوك الثاني 5:12)، ويُعرف الآن عمومًا بـ عواج (ملتوية)، على الرغم من أنه إذا كانت الإشارة إلى دمشق مقتصرة على المدينة، كما في النسخة العربية من العهد القديم، فإن فاربار ستكون تورا الحديثة. عرف على أنه الصابيراني، وهو رافد إلى حد ما في اتجاه مجرى نهر العوج. ويجري النهر من الغرب إلى الشرق، ويتدفق من الحرمون جنوب دمشق، ويسير مثل رفيقه نهر أبانا عبر سهل دمشق الذي يدين لهم بالكثير من خصوبته. ويفقد النهر نفسه في المستنقعات، أو "بحيرات المرج" كما يطلق عليها، على حدود الصحراء العربية الكبرى.

## الموقع
يقع في محافظة ريف دمشق، في الجزء الجنوبي الغربي من البلاد، 18كم جنوب غرب العاصمة دمشق.

## وصف النهر
تتكون المنطقة المحيطة بنهر فرفر في الغالب من أرض زراعية. حول نهر فرفر ذات كثافة سكانية عالية، حيث يبلغ عدد السكان 75 نسمة لكل كيلومتر مربع. يسود مناخ البحر الأبيض المتوسط المنطقة. يبلغ متوسط درجة الحرارة السنوية في المنطقة 22 درجة مئوية. الشهر الأكثر دفئًا هو يوليو، عندما يكون متوسط درجة الحرارة 34°C، وأبرد شهر هو يناير، 8°C. متوسط هطول الأمطار السنوي هو 221 ملم. الشهر الأكثر رطوبة هو يناير، بمتوسط 62 ملم من الأمطار، والأكثر جفافًا هو يونيو، مع 1 ملم من الأمطار.
جون ماكجريجور، الذي قدم وصفًا لها في كتابه روب روي على الأردن‘‘، أكد أنه من أعمال الهندسة الهيدروليكية، يمكن اعتبار نظام وبناء القنوات، التي تم من خلالها استخدام نهري فاربار وأبانا في الري، من أكثر القنوات اكتمالًا واتساعًا في العالم. في الكتاب المقدس، نعمان يهتف أن أبانا وفرفر أعظم من جميع مياه إسرائيل (2ملوك 5: 12).